# Langen am Arlberg
Langen am Arlberg ist ein Ort im Klostertal, der zur österreichischen Gemeinde Klösterle im Bundesland Vorarlberg gehört. Besonders bekannt ist der auf durchschnittlich 1220 m ü. A. gelegene Ort mit nur knapp 70 Einwohnern durch seine Bedeutung als Tourismusdestination. In Langen befinden sich der höchstgelegene Bahnhof der Arlbergbahn auf Vorarlberger Seite des Arlbergbahntunnels sowie das Westportal des Arlberg-Straßentunnels.

## Geschichte

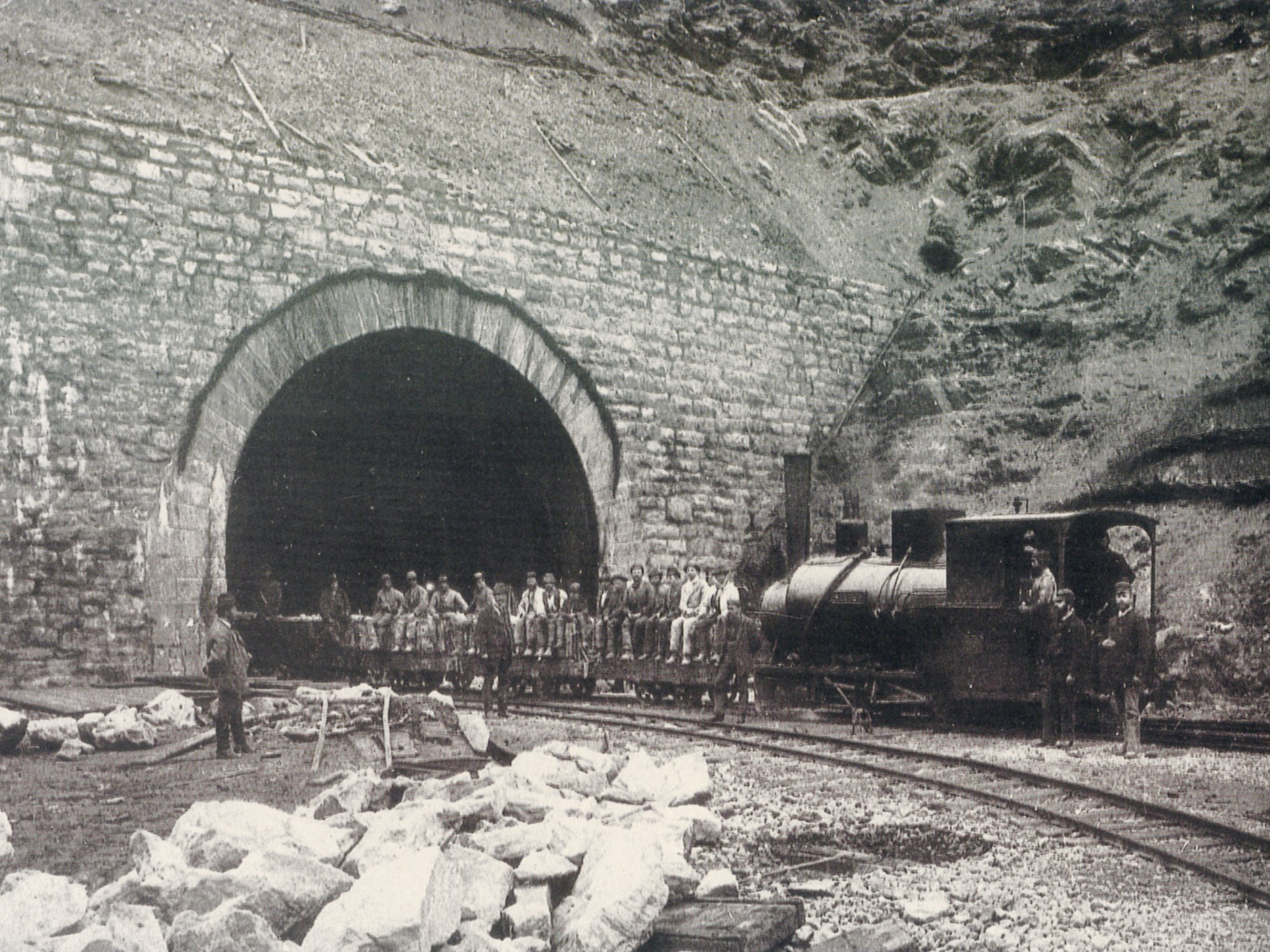
Bauarbeiter beim Bau des Arlbergtunnels in Langen

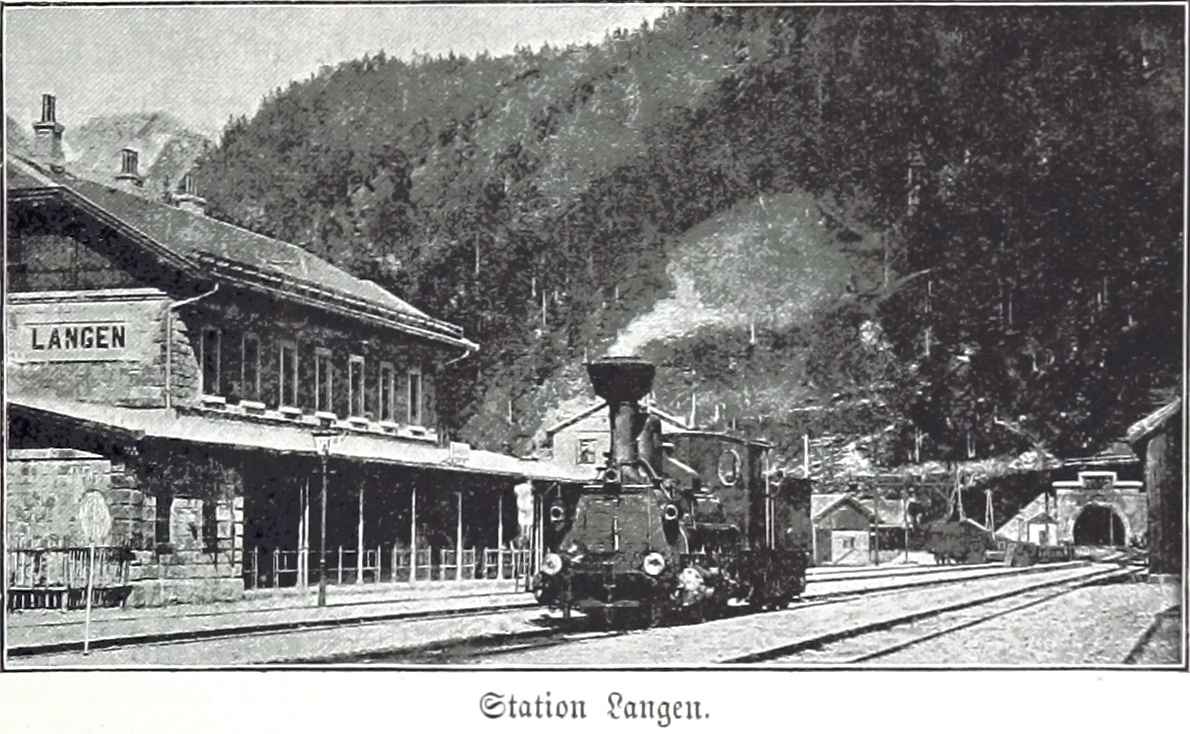
Station Langen um 1894

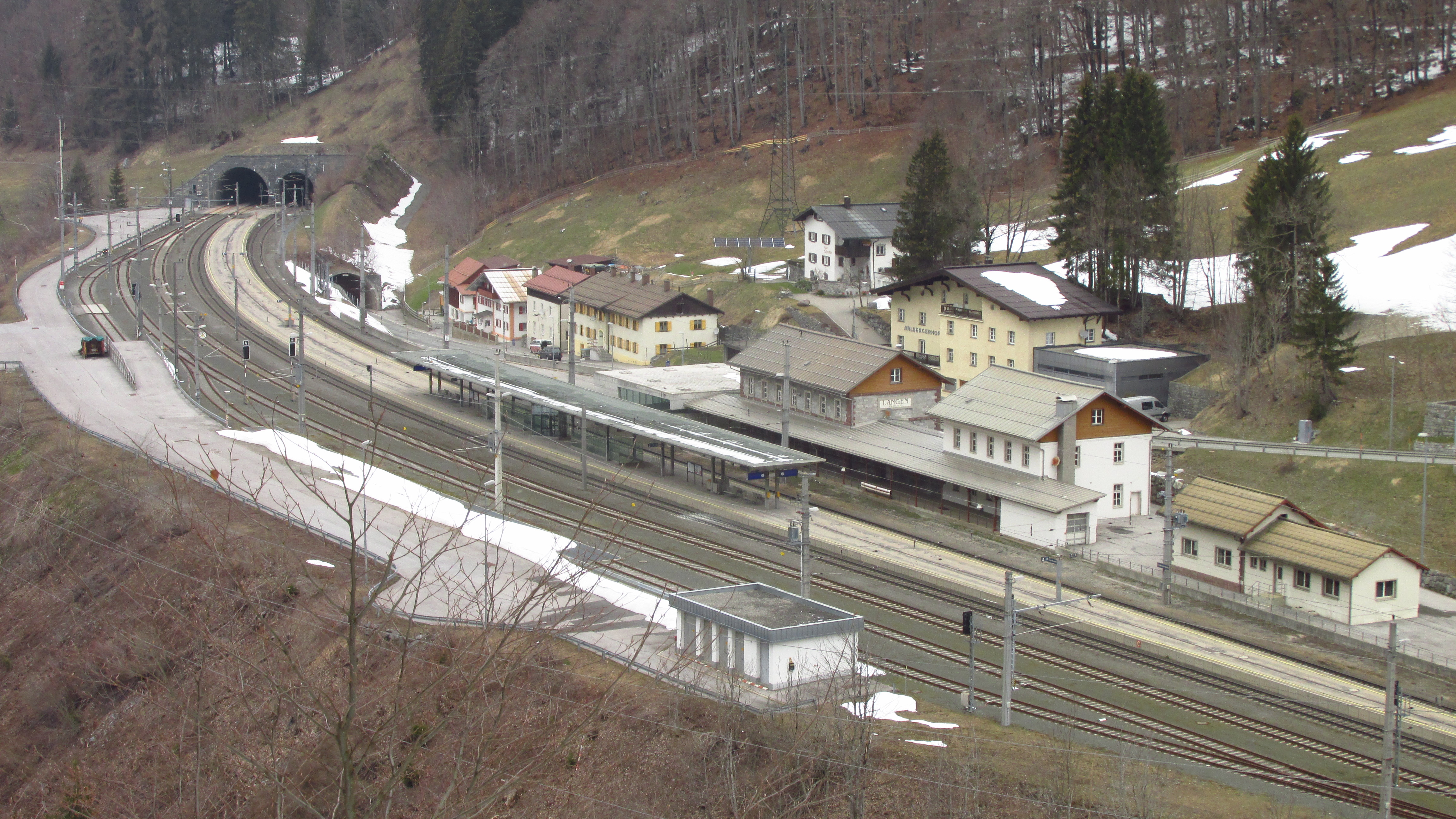
Bahnhof und Dorf Langen am Arlberg 2021. In der Bildmitte das historische Bahnhofsgebäude.

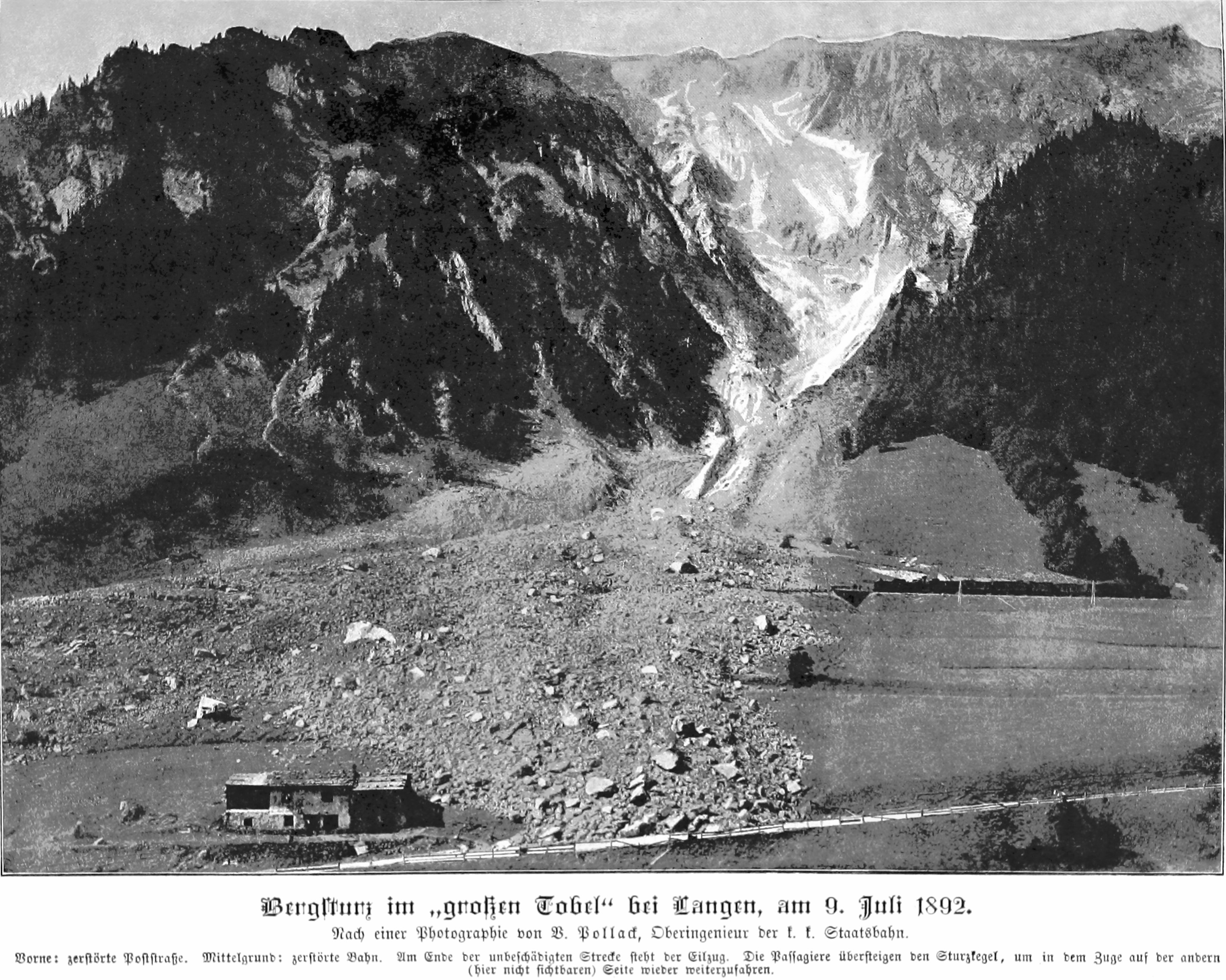
Blick von Süden in das „große Tobel“ zwischen Klösterle und Langen mit dem Bergsturz vom 9. Juli 1892.
Vorne: zerstörte Poststraße.
Mittelgrund: zerstörte Bahn.

Die Entwicklung des Ortes an sich war stark vom Bau des Arlbergbahntunnels Ende des 19. Jahrhunderts geprägt. Nach der Fertigstellung des Tunnels im Jahr 1884 ließen sich zahlreiche Bahnarbeiterfamilien dauerhaft in Langen nieder. In den 1920er-Jahren wurde erstmals eine Schule in Langen errichtet, 1928 folgte die Errichtung einer kleinen Notkapelle. 1930 wurde eine zuvor erbaute kleine Kirche der Heiligen Theresia von Lisieux geweiht. Dieser gegenüber wurde 1936 ein Denkmal für die beim Bau des Arlbergtunnels verstorbenen Arbeiter errichtet. 
Nachdem ein Bergsturz mit 500 000 m³ Gestein aus dem Großtobel westlich von Langen am 9. Juli 1892 die Arlbergbahn unter bis zu 6 m hohen Schuttmassen begrub, wurde dieser gefährdete Streckenabschnitt 1893 zunächst in den Großtobeltunnel verlegt. Bis 2003 folgte an dessen Stelle der deutlich längere und für Zweigleisigkeit vorbereitete Blisadonatunnel, dessen Ostportal unmittelbar hinter den westlichen Ende des Langener Bahnhofs steht.

## Verkehr

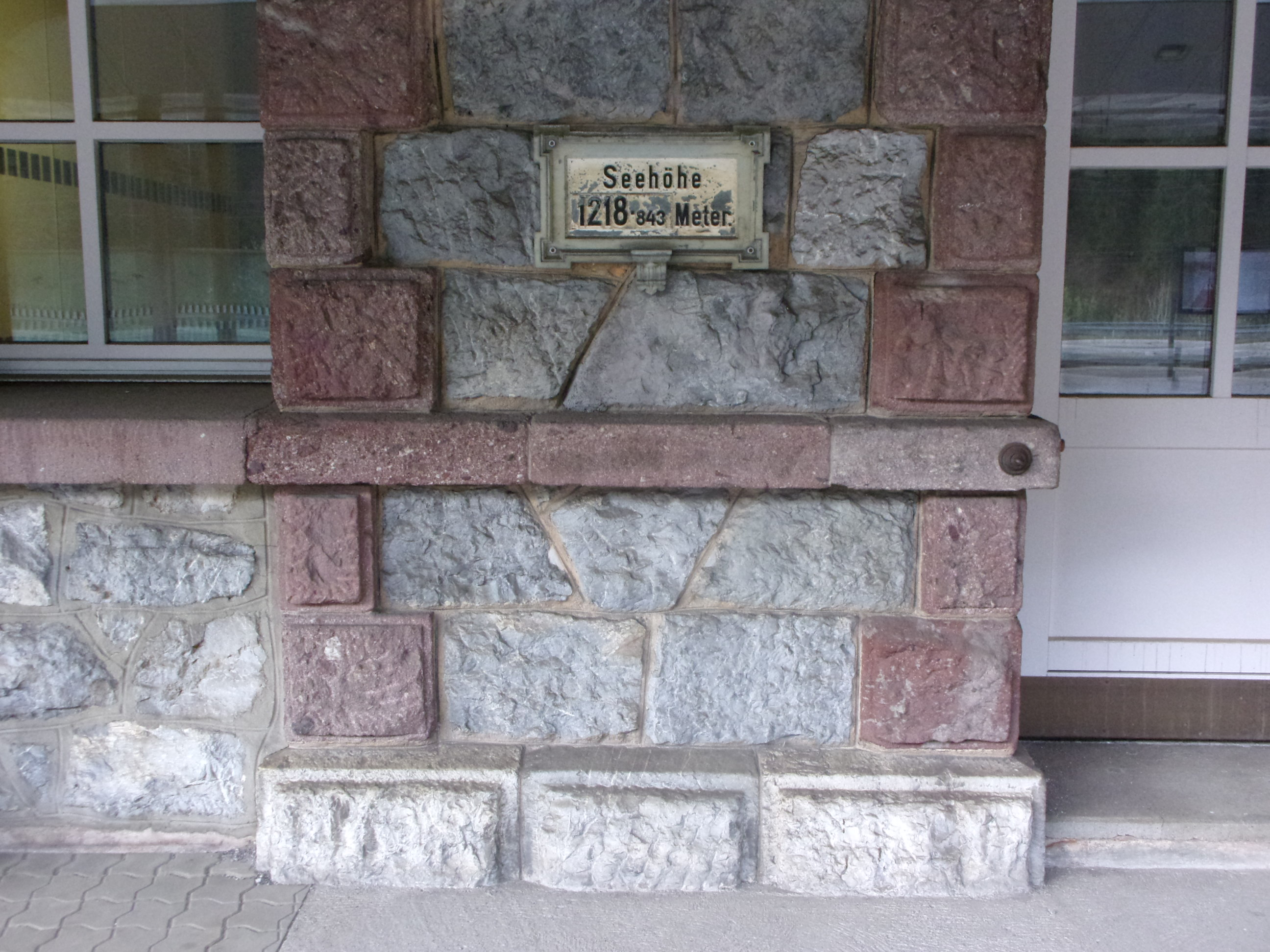
Höhenmarke im Bahnhof Langen am Arlberg

Von Langen am Arlberg aus ist der Skiort Lech innerhalb von 20 Minuten mit der Buslinie 91 des Vorarlberger Verkehrsverbundes oder per Auto erreichbar, weshalb besonders der als moderner Fernverkehrshaltepunkt ausgebaute Bahnhof große Bedeutung für den Wintertourismus der Arlbergregion hat. Das historische Aufnahmsgebäude von etwa 1884 ist erhalten und seither mit einigen Anbauten umgeben worden.
Jeder Railjet in bzw. aus Richtung Bregenz und Budapest Keleti pu sowie einzelne zusätzliche Railjets Richtung Zürich (besonders in der Früh und am Abend) sowie einzelne EuroNight-Züge halten am Bahnhof Langen am Arlberg. Railjets, die nicht im Bahnhof Langen halten, halten dafür am Bahnhof St. Anton am Arlberg. Dies betrifft die Züge von/nach Zürich. Der ICE 118/119 von/nach Dortmund – Lindau-Reutin – Innsbruck Hauptbahnhof hält ebenfalls in Langen.
Der Regionalverkehr auf der Arlbergbahn im Abschnitt Landeck-Zams – Bludenz ist zunächst ausgedünnt und 2010 gänzlich eingestellt worden. Er wurde auf der Westrampe der Bahnstrecke durch die Buslinien 90/91 in Richtung Bludenz bzw. Stuben / Lech übernommen.
Das Westportal des Arlberg-Straßentunnels, des längsten Straßentunnels Österreichs, befindet sich ebenfalls in Langen. Durch den Ort führt die Arlbergstraße L 197 in Richtung Stuben am Arlberg und Arlbergpass sowie westwärts in Richtung äußeres Klostertal, wo sie im Bereich der S-16-Anschlussstelle Langen/Klösterle Ost in die Klostertaler Straße L 97 nach Bludenz übergeht.
Bis zur Eröffnung des Straßentunnels im Jahr 1978 boten zwischen Langen und St. Anton pendelnde Autotransportzüge eine wintersichere Alternative zur Arlbergpaßstraße.

## Klima

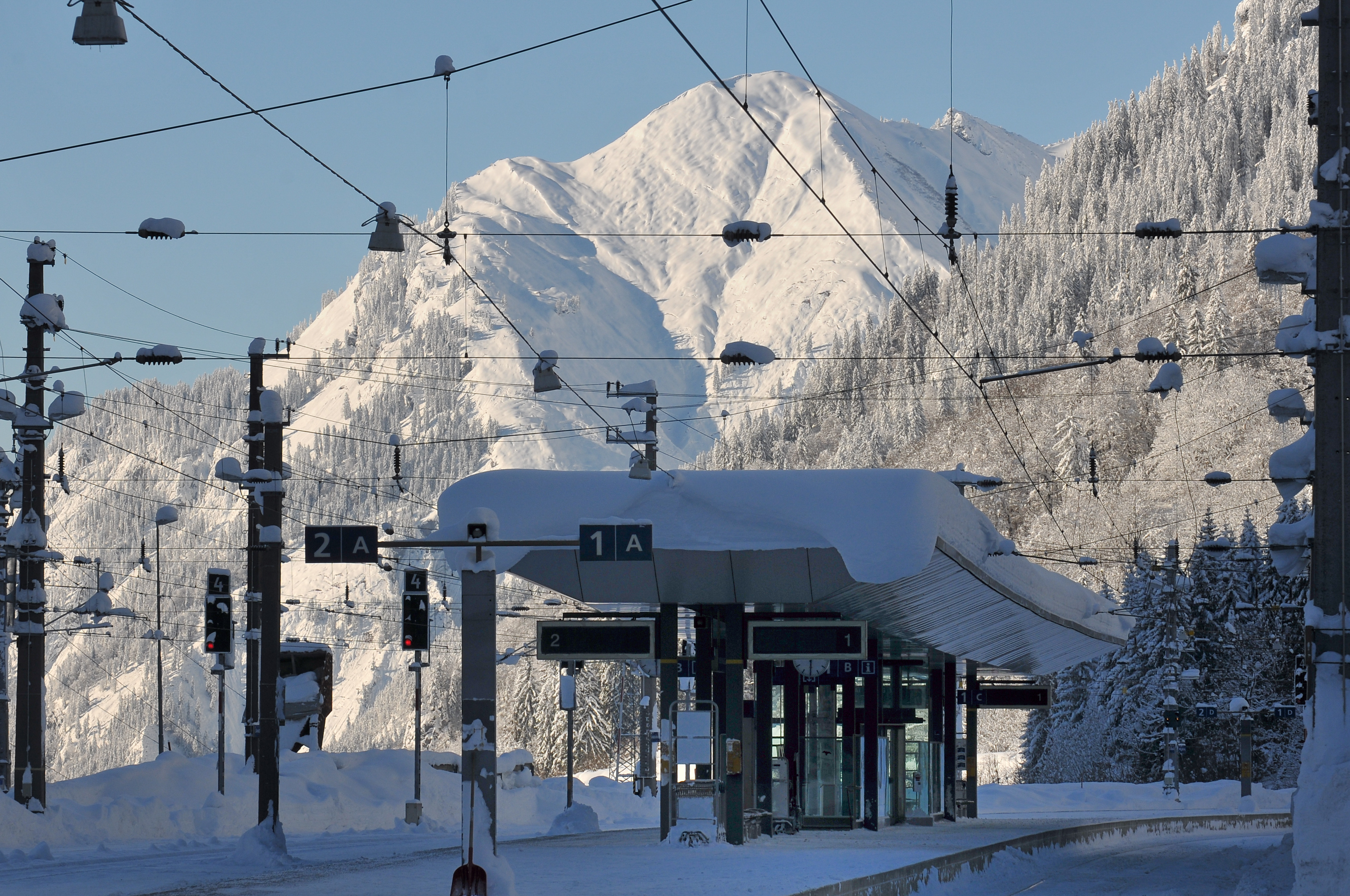
Bahnhof Langen am Arlberg, Blick talauswärts auf die Allhöhe (2032 m)

Die Stauwirkung des Arlberggebiets auf die in Mitteleuropa häufig aus Westen heranströmenden Luftmassen sorgt für den Niederschlags- und speziell Schneereichtum des Gebiets. Am 22. April 1917 beispielsweise lag der Schnee im Langener Bahnhof 2,74 m hoch. Im Beobachtungszeitraum 1971 bis 2000 fielen in Langen durchschnittlich 1653 mm Jahresniederschlag, etwa 30 % mehr als im Lee des Arlbergs gelegenen St. Anton.  Am Langener Bahnhof steht eine automatische Wetterstation der ZAMG, deren aktuelle Messwerte permanent im Internet übertragen werden.
|                        | Jan  | Feb  | Mär  | Apr  | Mai  | Jun  | Jul  | Aug  | Sep  | Okt  | Nov  | Dez  |   |      |
| Mittl. Temperatur (°C) | −2,4 | −2,2 | 0,9  | 4,4  | 9,6  | 12,4 | 14,5 | 13,8 | 10,3 | 7,1  | 1,6  | −1,4 | ⌀ | 5,8  |
| Mittl. Tagesmax. (°C)  | 1,6  | 2,3  | 5,3  | 9,3  | 15,0 | 17,8 | 20,1 | 19,5 | 15,8 | 12,3 | 5,8  | 2,2  | ⌀ | 10,6 |
| Mittl. Tagesmin. (°C)  | −4,7 | −4,8 | −2,3 | 0,9  | 5,5  | 8,3  | 10,7 | 10,5 | 7,5  | 4,3  | −0,9 | −3,7 | ⌀ | 2,6  |
|                        |      |      |      |      |      |      |      |      |      |      |      |      |   |      |
| Niederschlag (mm)      | 117  | 105  | 130  | 100  | 138  | 175  | 196  | 203  | 141  | 98   | 112  | 121  | Σ | 1636 |
|                        |      |      |      |      |      |      |      |      |      |      |      |      |   |      |
| Luftfeuchtigkeit (%)   | 66,2 | 65,3 | 63,3 | 59,9 | 57,0 | 60,6 | 61,5 | 64,6 | 65,9 | 63,8 | 68,5 | 69,0 | ⌀ | 63,8 |

| −4,7 |

| −4,8 |

| −2,3 |

| 0,9 |

| 5,5 |

| 8,3 |

| 10,7 |

| 10,5 |

| 7,5 |

| 4,3 |

| −0,9 |

| −3,7 |

| −4,7 |

| −4,8 |

| −2,3 |

| 0,9 |

| 5,5 |

| 8,3 |

| 10,7 |

| 10,5 |

| 7,5 |

| 4,3 |

| −0,9 |

| −3,7 |

## Bedeutende in Langen am Arlberg wirkende Menschen
- Susi Weigel (1914–1990), österreichische Kinderbuchillustratorin und Trickfilmzeichnerin.